# Temštica
Temštica (v srbské cyrilici Темштица) je řeka v jihovýchodní části Srbska, přítok řeky Nišavy. Je dlouhá 23 km.
Řeka je na svém horním toku známá pod názvem Toplodolska reka. Vzniká soutokem pěti potoků na Staré planině. Řeka protéká poměrně otevřenou krajinou přes vesnici Topli Do a poté úzkou soutěskou. Tam přibírá svůj největší přítok, říčku Visočica z pravé strany. Posledních 15 km svého toku protéká Temštica rovnou krajinou okolo vesnice Temsko a stejnojmenného kláštera. Severozápadně od města Pirot se vlévá do řeky Nišavy. V minulosti měla řeka rozsáhlou rybí populaci, která se však snížila výstavbou různých přehrad na řece samotné a jejich přítocích.